# Hansaray
Le Hansaray, ou Khan-Saraï ou encore « palais du khan », est situé dans la ville de Bakhtchissaraï en Crimée. Il fut construit au XVIe siècle, en partie par l'architecte Alosius le Jeune, et devint la résidence principale des khans de Crimée. À l'intérieur des murailles se trouvent la grande mosquée, un harem, un cimetière, un musée, une bibliothèque, des quartiers de vie et des jardins. L'intérieur du palais reflète le style tatar traditionnel du XVIe siècle.

## Histoire
La ville de  Bakhtchissaraï et le palais furent construits à l'initiative de la dynastie des khans de Crimée, qui y déplacèrent leur capitale en lieu et place de la ville voisine de Salaçiq durant la première moitié du XVIe siècle. Le projet fut construit par des esclaves grands-russiens et petits-russiens sous la direction d'architectes ottomans, persans et italiens. Des dommages ultérieurs requirent une reconstruction partielle, mais la forme originale est restée relativement inchangée. Quelques bâtiments furent également rajoutés par la suite, tandis que certaines des bâtisses originelles ne survécurent pas au XVIIIe siècle.

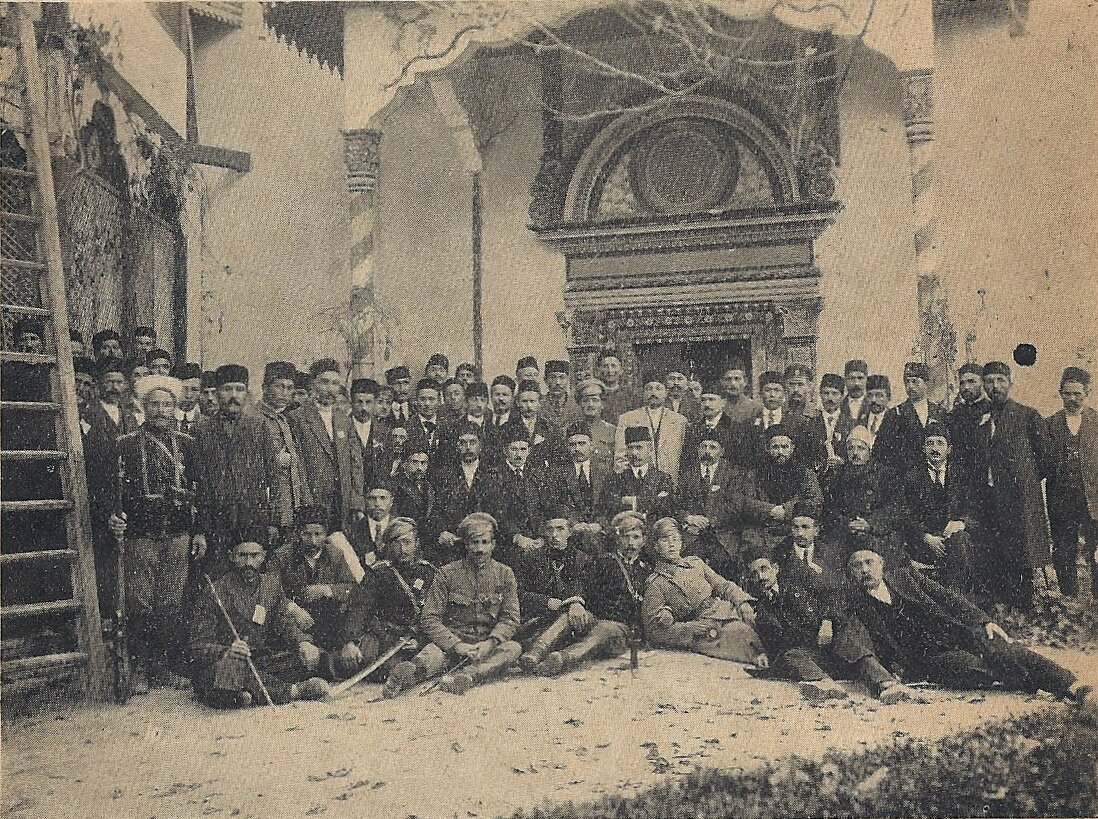
Congrès national des peuples Tatars de Crimée en 1917 dans le palais avec Noman Çelebicihan, Asan Sabri Ayvazov, Cafer Seydahmet Kırımer, Osman Aktchokrakli, Chefika Gasprinskyi et Seitcelil Hattat.

## La fontaine de Bakhtchissaraï
Un des jardins abrite une petite fontaine dont l'histoire bouleversa tellement le fameux poète russe Alexandre Pouchkine quand il la visita, qu'il lui dédia un poème, La Fontaine de Bakhtchissaraï.
La fontaine fut édifiée par un des derniers khans de Crimée, Qirim Giray, en hommage à sa femme, morte prématurément. C'était une Polonaise de son harem dont il était tombé amoureux. Malgré sa cruauté, sa mort l'attrista profondément et le fit pleurer, ce qui surprit tous ceux qui le connaissaient. Il commanda une fontaine de marbre, afin que la pierre pleure, comme lui, pour toujours.
D'abord placée à côté de la tombe de la jeune femme dans un petit jardin, la fontaine fut déplacée à sa position actuelle dans la cour de l'Ambassadeur après l'annexion de la Crimée par Catherine II. Ces vers de Pouchkine sont crédités pour avoir en partie assuré la survie du palais.

## Galeries
Extérieurs

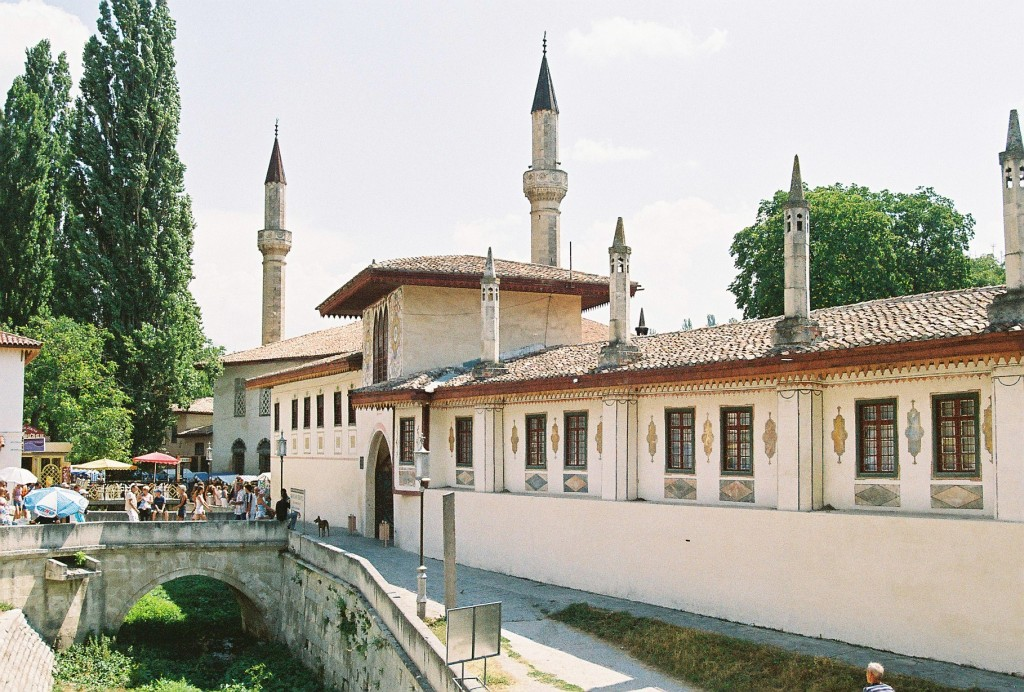
Le palais de Bakhchisaray
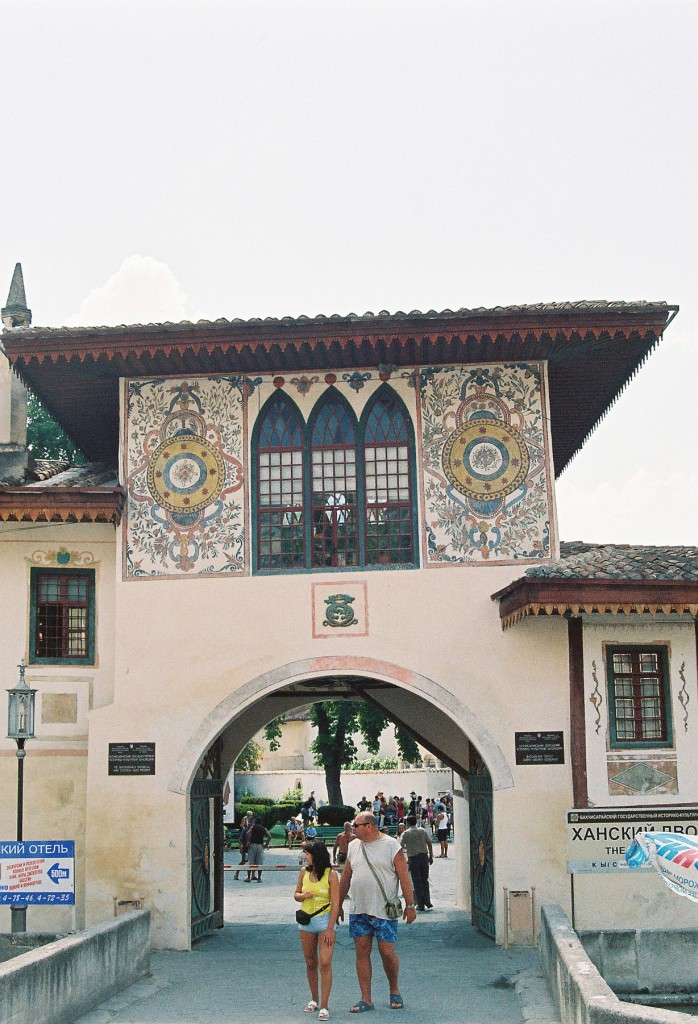
Entrée nord
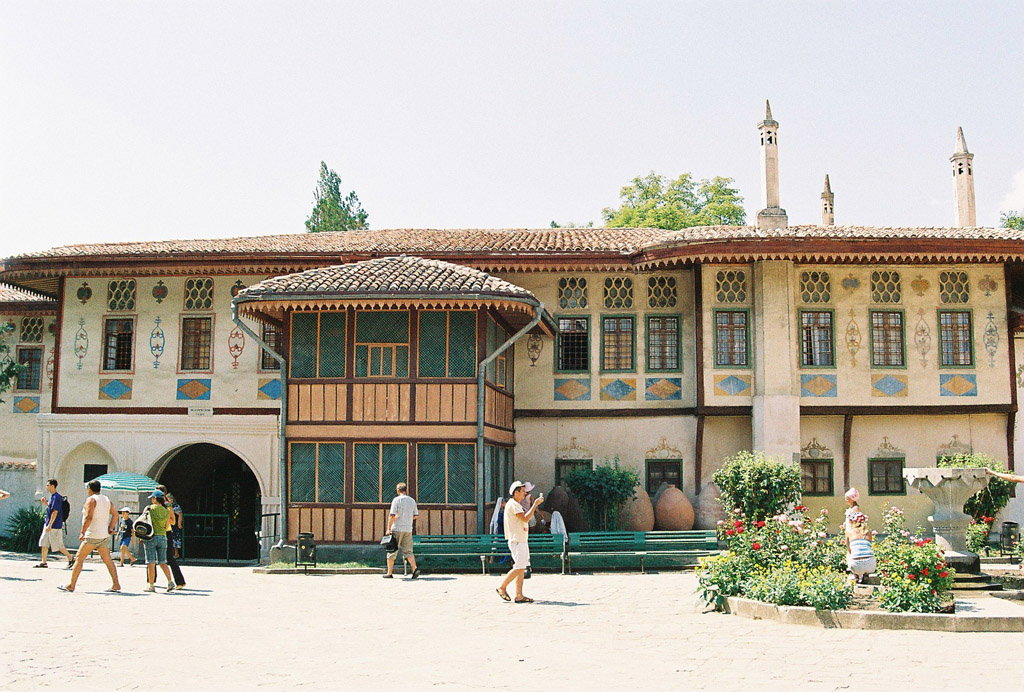
Quartiers
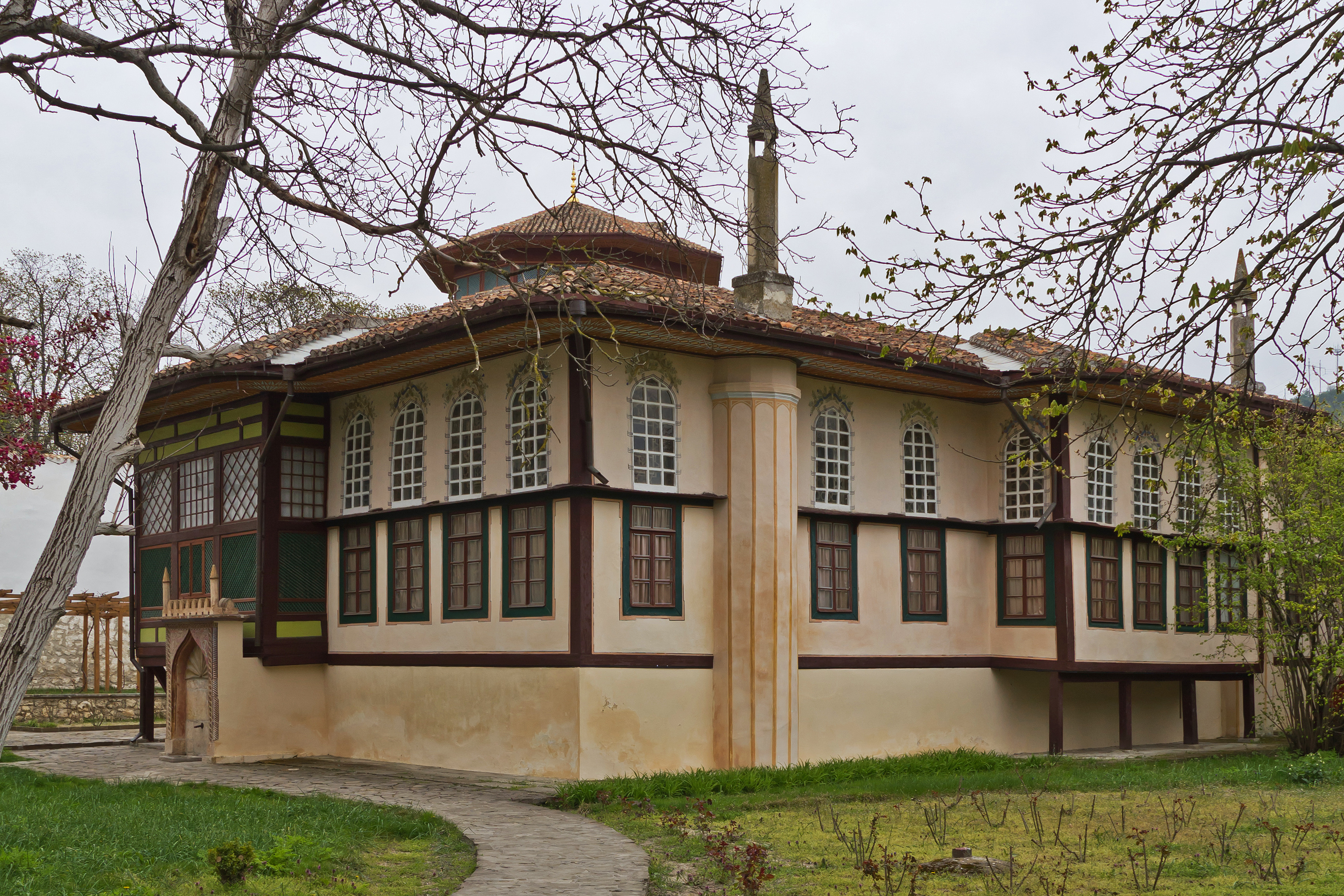
Vue du harem

Intérieurs

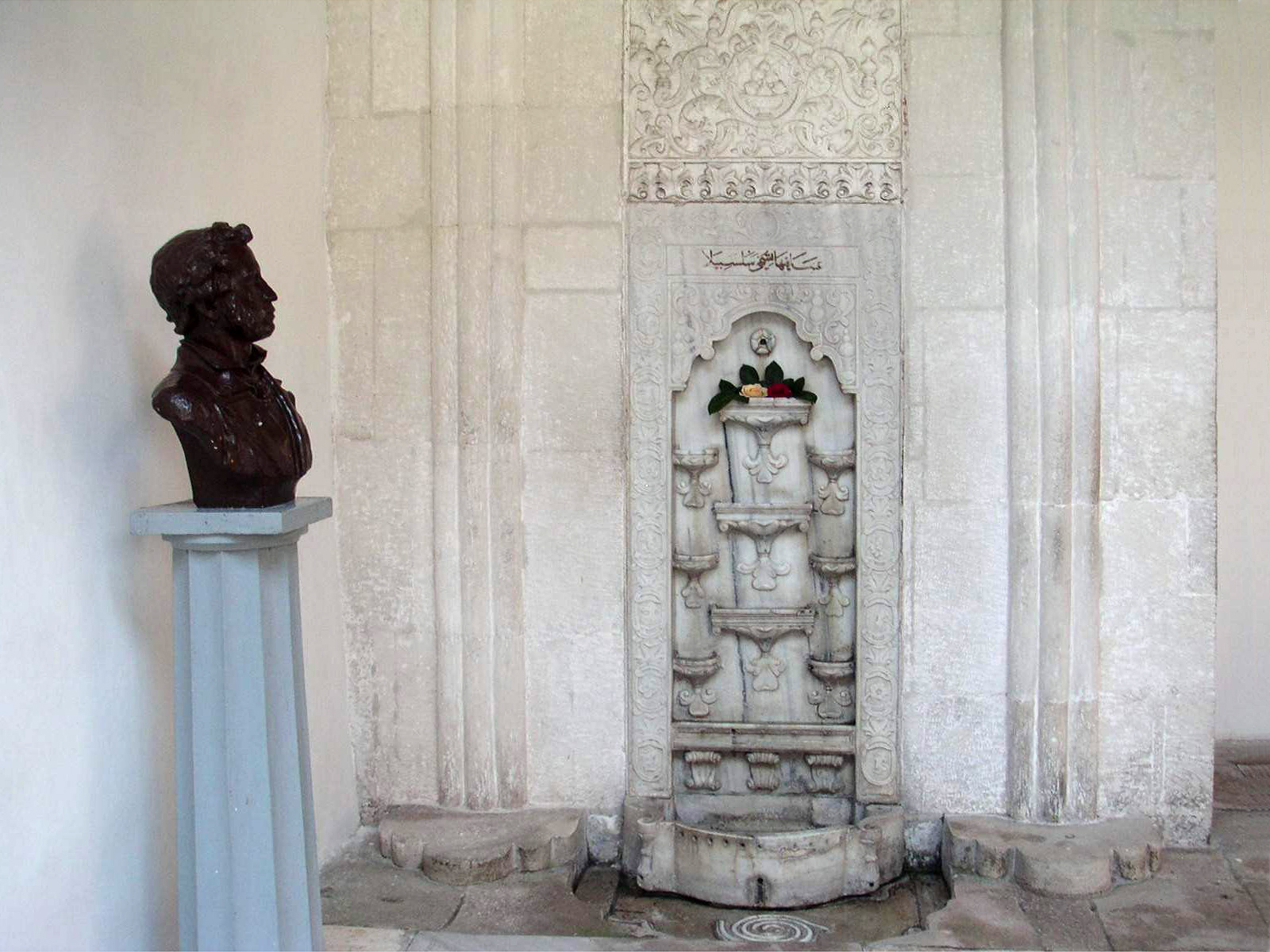
Fontaine des Larmes
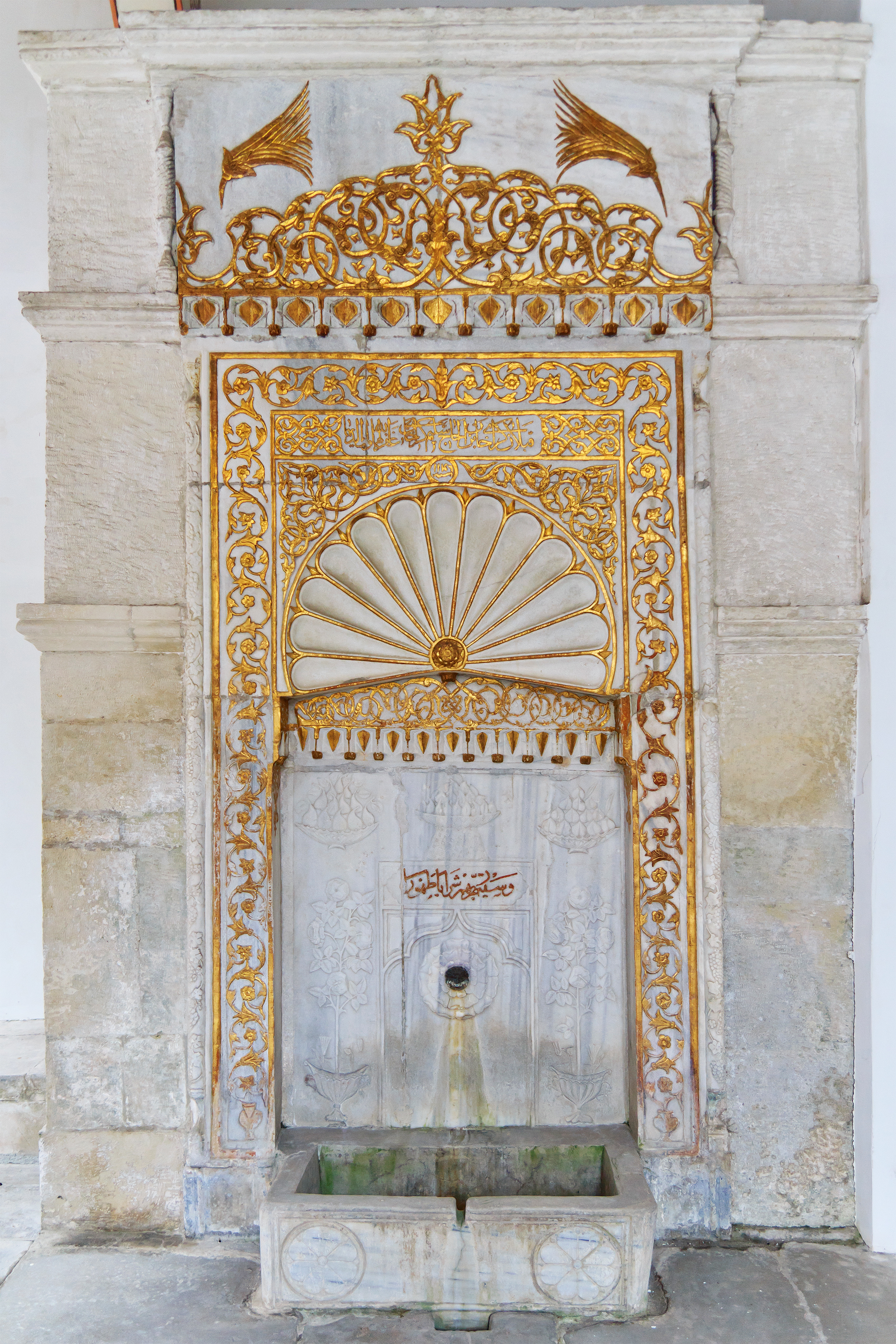
Fontaine dorée
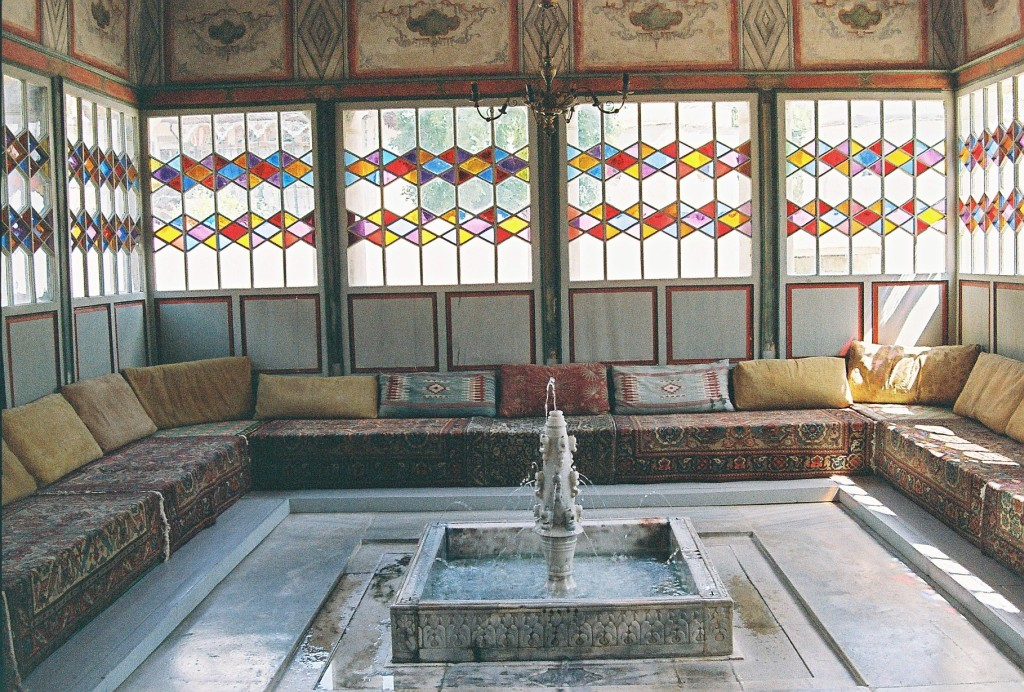
Salon d'été
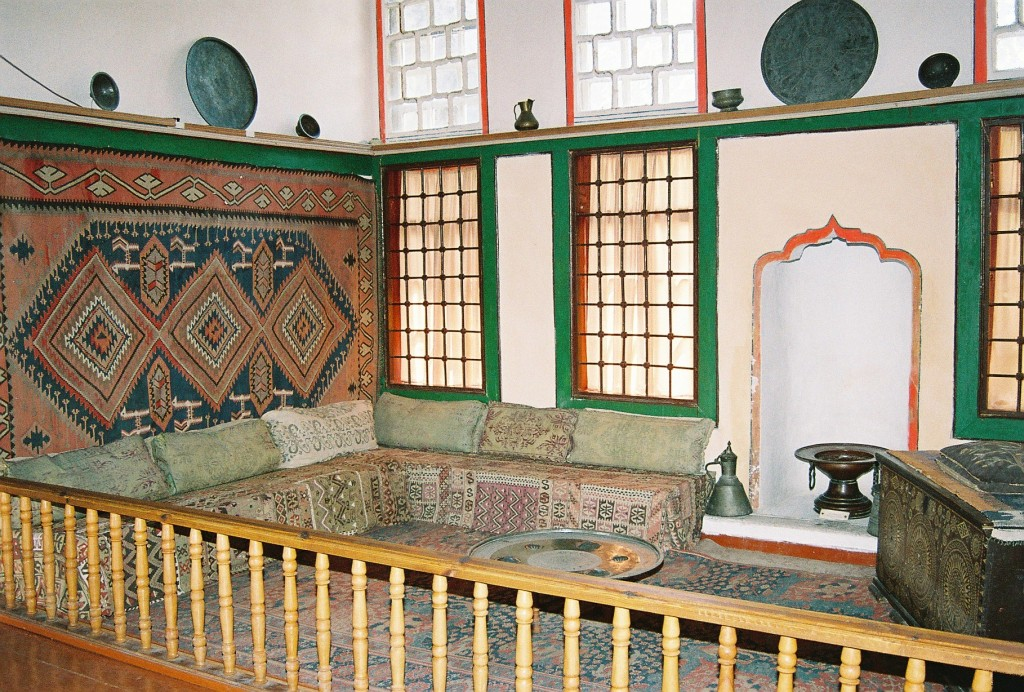
Intérieur du harem